# صوفيا عمارة
صوفيا عمارة هي صحفية ومخرجة أفلام فرنسية من أصل مغربي ولدت في مدينة الدار البيضاء عام 1968، وحصلت على درجة البكالوريوس في العلوم السياسية من الجامعة الأردنية، ثم تخرجت من معهد اللغة الإنجليزية المكثف في باريس عام 1996.

## مسيرتها المهنية
بدأت صوفيا عمارة حياتها المهنية كمراسلة صحفية في منطقة الشرق الأوسط لقنوات ومحطات إذاعية مختلفة، وغطت خلال تلك الفترة أحداثًا مثل الانتفاضة الفلسطينية الأولى، وغزو العراق للكويت عام 1990، وعودة الرئيس الفلسطيني الراحل ياسر عرفات إلى قطاع غزة. كما كتبت صوفيا عمارة في وقت لاحق عن ثورات الربيع العربي، وعن ثورة الخامس والعشرين من يناير في مصر، واعتقلتها الشرطة المصرية مع المتظاهرين مرتين في القاهرة.
أنتجت صوفيا عمارة الأفلام الوثائقية عن الحرب الأهلية السورية منذ اندلاعها عام 2011. وفي عام 2014، نشرت صوفيا عمارة كتابًا بعنوان «رحلة تسلل إلى الجحيم السوري»، ورأت في كتابها أن تنظيم الدولة الإسلامية في العراق والشام المعروف باسم (داعش) في الواقع ليس سوى حليفًا موضوعيًا لنظام بشار الأسد. وبعد تحرير الموصل في عام 2017، كانت صوفيا عمارة واحدة من أوائل الصحفيات اللواتي دخلن المدينة مع الجيش العراقي.
أخرجت صوفيا عمارة في عام 2017 فيلمًا وثائقيًا بعنوان «الأطفال المفقودون في دولة الخلافة»، والذي صور أطفالًا لا تتجاوز أعمارهم ثماني سنوات يتعرضون لعمليات غسيل دماغ، ويتلقون تدريبات على استعمال الأسلحة. وحصل الفيلم على جائزة أماد من مهرجان تلفزيون مونت كارلو.
وفي عام 2018، نشرت صوفيا عمارة كتابًا بعنوان «البغدادي خليفة الإرهاب»، وتضمن الكتاب مقابلات لها مع كل من ابنة أبو بكر البغدادي زعيم تنظيم الدولة الإسلامية داعش، وزوجته السابقة، كما تحدث الكتاب عن كيفية صعود أبو بكر الغدادي البغدادي إلى السلطة، وآثار هذا على العالم.
انتقدت صوفيا عمارة في بيروت. في عام 2019 سياسات الرئيس الأمريكي السابق دونالد ترامب حيال منطقة الشرق الأوسط، وانتقدت تجاهله للانتهاكات التي تقوم بها الحكومات العربية. ورأت صوفيا عمارة أن الاستنتاج الأكثر إثارة للقلق بشأن ثورات الربيع العربي هو أن هناك مديري أزمات يتصرفون كما تقتضي مصالحهم الخاصة التي غالبًا ما تتغير، وأحيانًا يتم حسابها بشكل خاطئ.

## أعمالها

### تأليف
- رحلة تسلل إلى الجحيم السوري
- البغدادي خليفة الإرهاب
- العالم العربي وموجة الصدمة

### إخراج
- سوريا في جحيم القمع (فيلم وثائقي): أنتج في عام 2011.
- جريدة القناة الكبرى (مسلسل تلفزيوني): أنتج في عام 2011.
- تحقيق خاص (مسلسل تلفزيوني): أنتج ما بين عامي 2011-2013.
- سوريا في قلب الجيش الحر (فيلم وثائقي): أنتج في عام 2012.
- المرتد (فيلم وثائقي): أنتج في عام 2013.
- الضيف (مسلسل تلفزيوني): أنتج في عام 2014.
- استطلاع حصري (مسلسل تلفزيوني): أنتج في عام 2017.
- أطفال مفقودون في دولة الخلافة (فيلم وثائقي): أنتج في عام 2017.
- C à vous (مسلسل تلفزيوني): أنتج في عام 2019.
- البغدادي أسرار الرحلة (فيلم وثائقي): أنتج في عام 2019.